# Alessandro Galilei

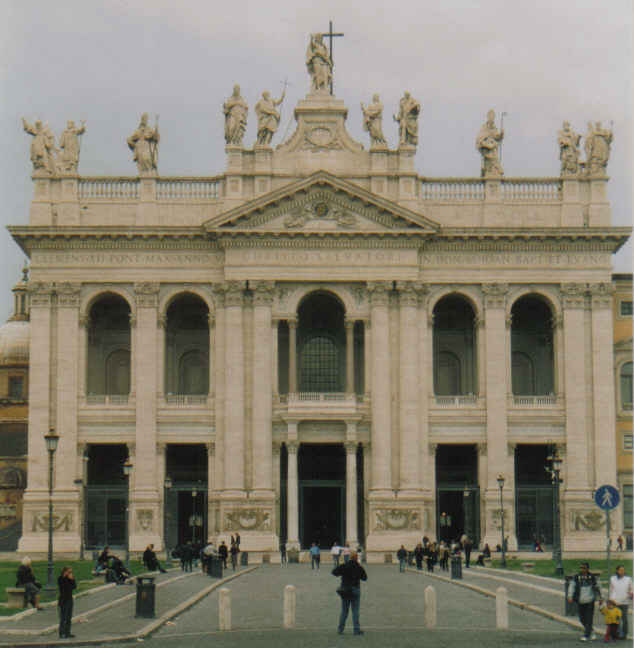
Galilei egyik leghíresebb épülethomlokzata, a San Giovanni in Laterano-székesegyház (1733–1735)

Alessandro Galilei (Firenze, 1691. augusztus 25. – Róma, 1737. december 21.) itáliai építész.
Szülővárosát 1714-ben hagyta el, ötéves angliai tartózkodásából visszatérve a Mediciek udvari építésze lett. A Firenzéből származott pápa, XII. Kelemen hívására 1730-ban Rómába ment. 1732-ben megnyerte a lateráni egyházi épületcsoport fő létesítményének, a San Giovanni in Laterano-székesegyház homlokzatára kiírt pályázatot (befejezve 1736-ban). Szigorúan klasszikus tervének elfogadása tekinthető a késő barokk és a klasszicizmus kezdetének Rómában. Ez a terv egyesek szerint az Angliában akkortájt újjászülető Palladio-stílus ismeretéről árulkodik, de visszavezethető a Carlo Maderno és Michelangelo teremtette római hagyományra is. Galilei további jelentős római alkotásai a Corsini-kápolna (ugyancsak a San Giovanni in Lateranóban) és a San Giovanni dei Fiorentini-templom homlokzata. 